# Lillian Müller
Lillian Müller, född 19 augusti 1951 i Grimstad, Norge, är en norsk fotomodell och skådespelare.
Lillian Müller var bland annat Playboys Playmate of the Month i augusti 1975 och Playmate of the Year 1976.
Förutom ett flertal roller i långfilmer har hon gästspelat i flera amerikanska TV-serier som Magnum, Remington Steele och Charlies änglar. På senare år har hon ägnat en stor del av sitt arbete åt hälsovägledning och har förutom sin självbiografi, betitlad Lillian Müller, också publicerat en bok om sin hälsoinriktade livsföring.
Müller spelar den kvinna Rod Stewart åtrår i videon till låten "Da Ya Think I'm Sexy?" (1978). Hon spelar även kemilärarinnan i Van Halens video "Hot for Teacher" (1984).